# Уалли
Уалли — царь Манны приблизительно в 650—630 годах до н. э.
Отец Уалли Ахшери был убит во время народного восстания. Мятежники также уничтожили почти весь его род. Уалли срочно направил своего сына Эрисинни к ассирийскому царю Ашшурбанапалу за помощью против собственных подданных. Чтобы заручиться поддержкой Ашшурбанапала, Уалли отдал тому в гарем в наложницы свою дочь. Правитель Ассирии наложил на Уалли дань и, возможно, оказал ему какую-то помощь, так как цари Манны оставались до конца существования этого государства верными союзниками ассирийцев. Вероятно, Ашшурбанапал поручил своему зятю, царю скифов Мадию, оказать содействие Уалли. Однако каких-либо сведений о дальнейших событиях в ассирийских источниках не сохранилось.